# Chidi Nwanu
Chidi Nwanu est un footballeur nigérian né le 1er janvier 1967 à Port Harcourt.

## Carrière
- 1983-1984 : Enyimba FC ( Nigeria)
- 1984-1986 : Spartans ( Nigeria)
- 1986-1989 : ABC Lagos ( Nigeria)
- 1989-1990 : KVC Westerlo ( Belgique)
- 1990-1991 : KTH Diest ( Belgique)
- 1991-1994 : KSK Beveren ( Belgique)
- 1993-1995 : RSC Anderlecht ( Belgique)
- 1995-1996 : Saint-Trond VV ( Belgique)
- 1996-1997 : RSC Anderlecht ( Belgique)
- 1996-1998 : RKC Waalwijk ( Pays-Bas)